# 圣克里斯托利梅多克
圣克里斯托利-梅多克（法語：Saint-Christoly-Médoc，法語發音：[sɛ̃ kʁistɔli medɔk]）是法国吉伦特省的一个市镇，位于该省西北部，梅多克半岛东北侧，靠近吉伦特河口，属于莱斯帕尔梅多克区。

## 地理
圣克里斯托利-梅多克（45°21'22"N, 0°49'32"W）面积7.55 平方千米，位于法国新阿基坦大区吉倫特省，该省份为法国西南部沿海省份，是法國本土面积最大的省，北起滨海夏朗德省，西临大西洋，南至朗德省，东南接洛特-加龍省，东临多爾多涅省。
与圣克里斯托利-梅多克接壤的市镇（或旧市镇、城区）包括：圣伊藏德梅多克、库凯克、贝加当、吉伦特河畔圣福尔、圣迪藏迪加、圣索兰德科纳克、圣托马德科纳克。
圣克里斯托利-梅多克的时区为UTC+01:00、UTC+02:00（夏令时）。

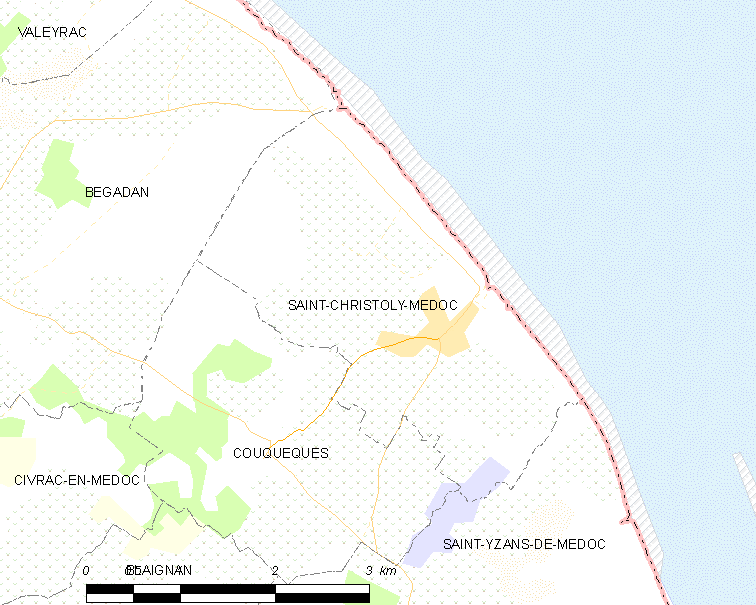
圣克里斯托利-梅多克的OSM定位图

## 行政
圣克里斯托利-梅多克的邮政编码为33340，INSEE市镇编码为33383。

## 政治
圣克里斯托利-梅多克所属的省级选区为北梅多克县。

## 人口

1962-2008年间圣克里斯托利-梅多克人口变化图示

圣克里斯托利-梅多克于2022年1月1日时的人口数量为286人。